# HanseNet

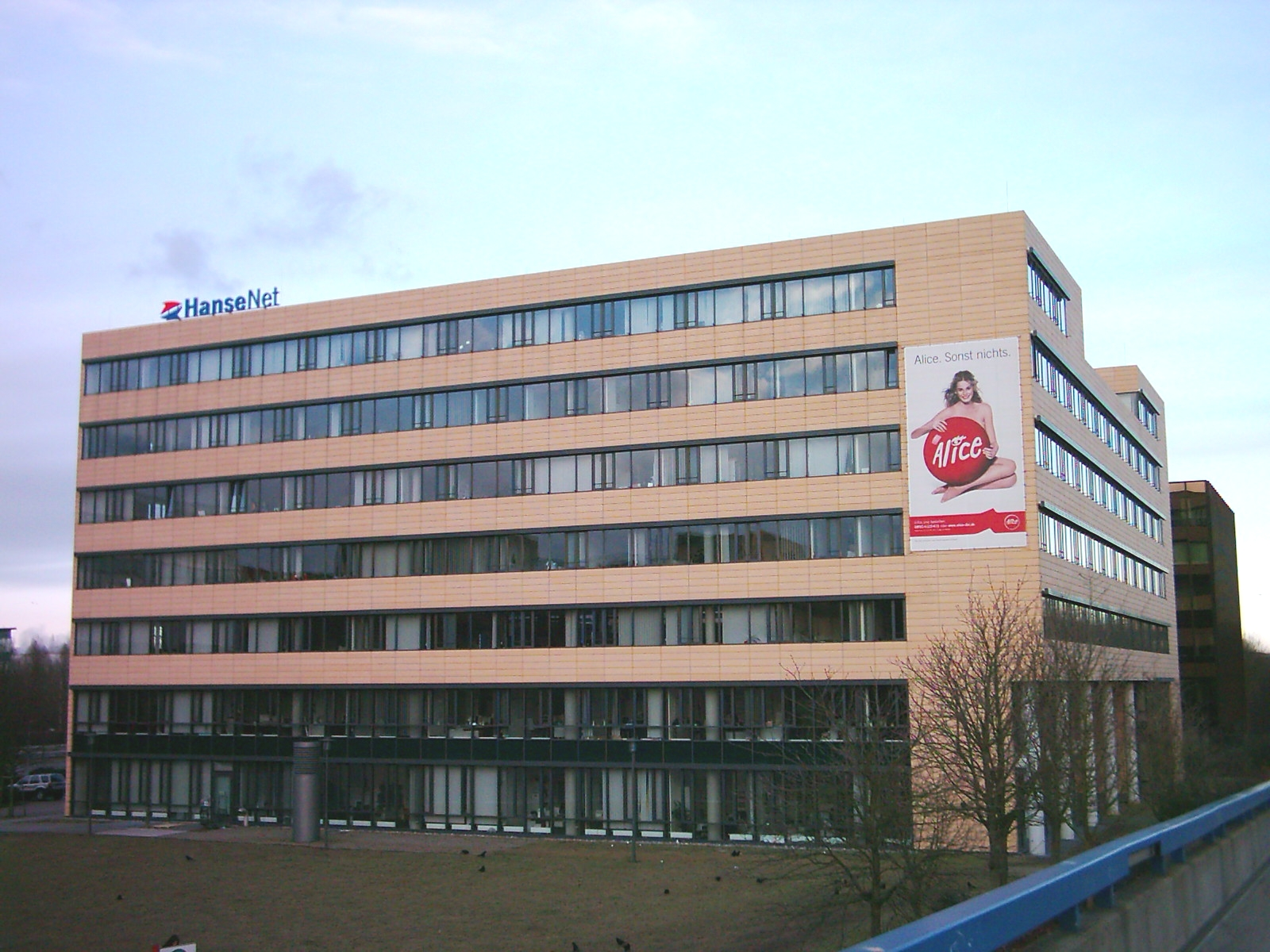
HanseNet-Zentrale in Hamburg (City Nord)

Die HanseNet Telekommunikation GmbH (kurz HanseNet) mit Sitz in Hamburg wurde 1995 von der damaligen Hamburgische Electricitäts-Werke AG (HEW) gegründet und entwickelte sich zum viertgrößten deutschen Telekommunikationsunternehmen. Nach der späteren Übernahme durch die Telecom Italia wurde besonders die Marke Alice bekannt. 2010 wurde HanseNet an die spanische Telefónica verkauft und mit Wirkung zum 1. April 2011 auf die Telefónica Germany GmbH & Co. OHG verschmolzen. Diese führte die Marke Alice bis 2012 weiter.

## Geschichte
Das Unternehmen wurde 1995 als Tochtergesellschaft des damals lokalen Stromversorgers HEW (heute: Vattenfall Europe AG) als Anbieter von Telefon-, Daten- und Multimediadienstleistungen gegründet. Im Jahr 2000 wurden 80 Prozent des Unternehmens an die mailändische e.Biscom SpA verkauft und schließlich 2003 von Telecom Italia für einen Preis von 250 Millionen Euro komplett übernommen.
Anfang 2007 wurde AOL Deutschland (d. h. nur die Internet-Access-Sparte) von der HanseNet-Konzernmutter Telecom Italia für zirka 675 Millionen Euro übernommen und mit HanseNet am 1. März 2007 operativ verschmolzen. Die Eintragung in das Handelsregister erfolgte Mitte 2007. HanseNet verdoppelte mit der Übernahme seine Belegschaft, die beiden Standorte Duisburg und Saarbrücken gehörten vorher zu AOL Deutschland. Ebenso wurden in der Zentrale in Hamburg zirka 200 Mitarbeiter von AOL zu HanseNet umgesiedelt.
Anfang 2007 stieg HanseNet mit dem Partner O2 (Germany) in den Mobilfunk-Markt ein.
HanseNet war mit 25 Prozent an der WEMACOM Telekommunikation GmbH beteiligt und Mitglied bei den Verbänden Bundesverband Breitbandkommunikation und VATM, welche die Interessen der alternativen Netzbetreiber in Deutschland vertreten.
Im Dezember 2008 wurde bekannt, dass der Mutterkonzern Telecom Italia auf Suche nach einem Käufer für HanseNet sei. Erste Verhandlungen mit der spanischen Telefónica als einem der Interessenten, neben u. a. United Internet, begannen im April 2009.
Am 4. November 2009 beschloss der Verwaltungsrat von Telecom Italia, HanseNet an das spanische Telekommunikationsunternehmen Telefónica zu verkaufen. Am nächsten Tag wurde eine Vereinbarung zum Verkauf von HanseNet an Telefónica O2 Germany – für 900 Millionen Euro – unterzeichnet.
Nach der kartellrechtlichen Genehmigung durch die Europäische Kommission erfolgte der Vertragsabschluss über den Kauf von HanseNet durch Telefónica am 16. Februar 2010.
Am 1. April 2011 wurde HanseNet vollständig in Telefónica O2 Germany integriert. Beide Unternehmen firmieren seit diesem Tag unter dem Namen Telefónica Germany GmbH & Co. OHG.

## Geschäft
HanseNet vermarktete seine Telekommunikationslösungen bundesweit. Das Kerngeschäft von HanseNet basierte auf der vollständig entbündelten Teilnehmeranschlussleitung und damit auf der Möglichkeit, mittels eigener Technik in den Vermittlungsstellen den Teilnehmer direkt mit dem eigenen Netz der HanseNet zu verbinden. Die so genannte Letzte Meile wurde dabei von der Deutschen Telekom gemietet. Mit Markteintritt waren sämtliche vermarkteten Tarife kurzfristig kündbar, während die meisten Wettbewerber zu diesem Zeitpunkt die gesetzlich zulässige Vertragsbindung von zwei Jahren voll ausschöpften.
Seit März 2010 wurde unter der Marke Alice Kunden unter den Namen Alice Disk und Alice SmartDisk eine Online-Festplatte angeboten. Die Technologie für das Produkt stammte von Humyo. Alice Disk war kostenlos erhältlich und bot 5 GB Speicherplatz, Alice SmartDisk kostete 3,90 € pro Monat und bot unbegrenzten Speicherplatz für Online-Datenspeicherung.
Im 1. Halbjahr 2009 wurde ein Umsatz von 568,7 Mio. Euro (−5 %) und ein Gewinn von 122,5 Mio. Euro erwirtschaftet. Hansenet hatte 2,289 Mio. DSL-Kunden, davon 1,87 Mio. Kunden im Alice-Komplettpaket.
Im Rahmen eines Stellenabbaus bei Telefonica O2 verloren 2010 rund 250 von vorher 900 Beschäftigten in der Zentrale des Telekommunikationsanbieters am Überseering in Hamburg ihre Stelle.

## Marke Alice
Die Produkte für Privatanwender, Selbstständige und kleinere Unternehmen wurden unter dem vom ehemaligen Mutterkonzern Telecom Italia konzernweit für seine Festnetz- und Breitbandprodukte verwendeten Namen „Alice“ vermarktet.
Bekannt wurde die Marke in Deutschland insbesondere durch eine groß angelegte Werbekampagne mit dem italienischen Model Vanessa Hessler. In Italien wurde „Alice“ durch die Schweizerin Michelle Hunziker verkörpert.
Im Juni 2010 gab der neue Eigentümer, vertreten durch den O2-Deutschland-Chef Rene Schuster, bekannt, dass die Marke „Alice“ in den nächsten zwei Jahren vom Markt verschwinde und mit O2 verschmolzen wird.
Am 31. Oktober 2011 wurde bekannt, dass der Mutterkonzern den Werbevertrag mit Vanessa Hessler aufgelöst habe und altes Material mit dem Model zurückziehen will. Grund waren für das Unternehmen „nicht tragbare“ Aussagen von Vanessa Hessler über Muammar al-Gaddafi und seine Familie – mit dem am selben Tag wie der Vater während des Bürgerkriegs getöteten Sohn Mutassim Gaddafi soll das Model eine jahrelange Liebesaffäre geführt haben.
Am 16. Januar 2012 endete die Nutzung der Marke Alice durch O2; sie blieb vorerst als Tarifbezeichnung für ausgewählte Festnetz- und DSL-Produkte bestehen und wurde rückwirkend zum 13. Dezember 2012 in O2 DSL umbenannt.

## Standorte
Neben Hamburg betrieb HanseNet einen eigenen Standort in Rostock.

## Technik
HanseNet betrieb ein eigenes konventionelles POTS-/ISDN-/DSL-Konzentrationsnetz, welches sich über etwa 150 deutsche Städte erstreckte und auf dessen Basis das eigene IPTV-Angebot Alice TV realisiert wurde. Die Vermarktung von Alice TV wurde im April 2012 eingestellt und wurde nur für Bestandskunden aufrechterhalten.
In den mit eigener Vermittlungstechnik erschlossenen Gebieten stellte Hansenet konventionelle analoge und Euro-ISDN-Telefonanschlüsse mit DSS1-Protokoll, DSL-Anschlüsse mit Bandbreiten von bis zu 16 Mbit/s im Down- und bis zu 1 Mbit/s im Upstream, VDSL-Anschlüsse mit Bandbreiten von bis zu 50 Mbit/s im Down- und bis zu 10 Mbit/s im Upstream (anfangs geplant über das VDSL-Netz der Telekom, aufgrund von technischen Schwierigkeiten eingestellt und im August 2010 über ein eigenes Netz angeboten) sowie Zusatzdienste wie z. B. IPTV bereit. Außerdem wurde das Geschäftskunden-Produkt Alice Comfort angeboten, welches einen konventionellen ISDN-Mehrgeräte- oder auf Wunsch auch einen ISDN-Anlagenanschluss enthielt.
Außerhalb der eigenen Kollokationsgebiete wurden in weiteren Vermarktungsgebieten die Kundenanschlüsse (ohne IPTV) über die damaligen HanseNet-Partner Telefónica Deutschland GmbH und QSC AG, sowie als Bitstream-Anschlüsse über die Deutsche Telekom AG als Vorleister realisiert. Hier kam eine VoIP-basierte NGN-Lösung mit Integrated Access Devices von Sphairon und später von AVM zum Einsatz, um ISDN- und analoge Sprachanschlüsse auf Endkundenseite auch außerhalb des eigenen Netzes anbieten zu können. IPTV-Produkte wurden in diesen Gebieten jedoch nicht angeboten.
Der Betrieb spezifischer ISDN-Datendienste wie ISDN-Videotelefonie, Datex-P, G4-ISDN-Fax war dabei nicht möglich und der Betrieb notspeisefähiger Endgeräte wie Hausnotrufe oder Alarmsysteme war nicht sichergestellt, da es sich um keinen üblichen DSS1-ISDN-Basisanschluss handelte, was von HanseNet beim Produktvertrieb nicht deutlich kommuniziert wurde. In Einzelfällen erwies sich die eingesetzte NGN-Technik als weniger zuverlässig als herkömmliche leitungsvermittelte PSTN-Technik.
Überall wo HanseNet keine eigene DSLAM-Infrastruktur betrieb und auch nicht auf die Partner Telefónica und QSC zurückgreifen konnte, wurde der entbündelte Bitstromzugang der Deutschen Telekom genutzt; aufgrund des höheren DSL-Vorleistungspreises für derart realisierte Anschlüsse berechnete HanseNet den Endkunden einen monatlichen Preisaufschlag. Auch hier wurde die Telefonie über die VoIP-basierte NGN-Lösung mit einem Integrated Access Device der Firmen Sphairon oder AVM bereitgestellt.
Im Rahmen eines Pilotprojektes wurden in den Jahren 2008 und 2009 rund 700 Gebäude in Hamburg-Eimsbüttel mit einem FTTB-Glasfasernetz erschlossen.
2013 übernahm Versatel dieses Glasfasernetz im Umfang von annähernd 1000 Kabel-Kilometern mitsamt dem zugehörigen neuen Rechenzentrum.

## Datenpanne
Am 10. November 2009 berichtete der NDR von einer Datenpanne bei Alice, bei der einem Alice-Kunden persönliche Daten von über 170 anderen Alice-Kunden per Mail zugeschickt wurden. Die Panne sei auf menschliches Versagen oder einen Datenfehler zurückzuführen.